# Olympische Jugend-Sommerspiele 2018/Radsport
Bei den Olympischen Jugend-Sommerspielen 2018 in Buenos Aires wurden vom 7. bis zum 17. Oktober insgesamt 4 Wettbewerbe im Radsport ausgetragen.
Es finden zwei Wettbewerbe im Bereich BMX statt – eine Veranstaltung im Freestyle sowie eine weitere als Rennen. Jeweils wird in Mixed-Teams beiderlei Geschlechts aber derselben Nationen gefahren.

Hinzu kommen zwei Wettbewerbe als Combined Team Event. Hier werden nach Geschlechtern unterteilt die Resultate von fünf verschiedenen Rennen addiert: Straßenrennen über 20 Kilometer, Mannschaftszeitfahren über 7 Kilometer, Kriterium (die meisten Runden in einer bestimmten Zeit) sowie die beiden Mountainbikerennen Cross-country Eliminator (XCE) und Cross-country Short Circuit.

## Zeitplan
| Wettbewerbe        | Oktober | Oktober | Oktober | Oktober | Oktober | Oktober | Oktober | Oktober | Oktober | Oktober | Oktober |
| Jungen             | 7.      | 8.      | 9.      | 10.     | 11.     | 12.     | 13.     | 14.     | 15.     | 16.     | 17.     |
| ------------------ | ------- | ------- | ------- | ------- | ------- | ------- | ------- | ------- | ------- | ------- | ------- |
| Combined Criterium |         |         |         |         |         |         |         |         |         |         |         |
| Mädchen            | 7.      | 8.      | 9.      | 10.     | 11.     | 12.     | 13.     | 14.     | 15.     | 16.     | 17.     |
| Combined Criterium |         |         |         |         |         |         |         |         |         |         |         |
| Mixed              | 7.      | 8.      | 9.      | 10.     | 11.     | 12.     | 13.     | 14.     | 15.     | 16.     | 17.     |
| BMX Freestyle      |         |         |         |         |         |         |         |         |         |         |         |
| BMX Racing         |         |         |         |         |         |         |         |         |         |         |         |

|  | Qualifikation |  | Medaillenentscheidung |

## BMX Mixed

### BMX Freestyle

#### Mädchen
Rennen am 11. Oktober 2018
| Platz | Land        | Athleten         | Punkte |
| ----- | ----------- | ---------------- | ------ |
| 1     | Deutschland | Lara Lessmann    | 83,66  |
| 2     | Schweiz     | Agustina Roth    | 74,00  |
| 3     | Japan       | Kanami Tanno     | 71,00  |
| 4     | Russland    | Walerija Pinkina | 62,33  |

#### Jungen
Rennen am 11. Oktober 2018
| Platz | Land        | Athleten       | Punkte |
| ----- | ----------- | -------------- | ------ |
| 1     | Argentinien | Inaki Iriartes | 83,33  |
| 2     | Deutschland | Evan Brandes   | 82,00  |
| 3     | Lettland    | Patriks Viksna | 74,83  |
| 4     | Japan       | Yuma Oshimo    | 71,66  |

### BMX Racing
| Platz | Land           | Athleten                                     | Punkte |
| ----- | -------------- | -------------------------------------------- | ------ |
| 1     | Russland       | Warwara Owtschinnikowa Ilja Beskrowny        | 160    |
| 2     | Schweiz        | Zoé Claessens Kevin Schunck                  | 120    |
| 3     | Kolumbien      | Gabriela Bolle Juan Camilo Ramirez Valencia  | 105    |
| 4     | Lettland       | Airisa Galina Edvards Glāzers                | 101    |
| 5     | Neuseeland     | Jessie Smith Cailen Calkin                   | 80     |
| 6     | Ecuador        | Sylvia Ochoa Efrain Chamoroo                 | 73     |
| 7     | Thailand       | Panatda Buranaphawang Komet Sukprasert       | 54     |
| 8     | Chile          | Rocio Pizarro Araujo Mauricio Molina         | 41     |
| 9     | Japan          | Miru Nagare Yuichi Masuda                    | 40     |
| 10    | Großbritannien | Elissa Bradford Ross Cullen                  | 40     |
| 10    | Tschechien     | Eliška Bartuňková Lukas Mentlik              | 40     |
| 12    | Brasilien      | Maite Naves Vitor Marotta                    | 24     |
| 13    | Deutschland    | Julia Möhser Aron Beck                       | 14     |
| 14    | Mexiko         | Dayana Hernandez Salzar Eduardo Vargas Ramos | 12     |
| 15    | Slowakei       | Radka Paulechová Patrik Nagy                 | 8      |
| 16    | Bolivien       | Regina Medina Joaquín Orellana               | 6      |

## Combined Criterium

### Mädchen
5 Rennen vom 10. bis 17. Oktober 2018:
- Straßenrennen über 20 km,
- Mannschaftszeitfahren über 7 km,
- Kriterium (die meisten Runden in einer bestimmten Zeit) sowie die Mountainbikerennen
- Cross-country Eliminator (XCE) und
- Cross-country Short Circuit

| Platz | Land                | Athleten                           | Punkte |
| ----- | ------------------- | ---------------------------------- | ------ |
| 1     | Dänemark            | Sofie Heby Pedersen Mie Saabye     | 376    |
| 2     | Österreich          | Laura Stigger Hannah Streicher     | 355    |
| 3     | Ungarn              | Virág Buzsáki Kata Blanka Vas      | 255    |
| 4     | Russland            | Darja Alexejewa Aigul Garejewa     | 196    |
| 10    | Ukraine             | Olha Kulynych Oleksandra Lohwynjuk | 124    |
| 11    | Volksrepublik China | Tang Xin Yawei Wang                | 72     |
| 12    | Schweiz             | Ronja Blöchlinger Noëlle Buri      | 46     |

### Jungen
5 Rennen vom 10. bis 17. Oktober 2018:
- Straßenrennen über 20 km,
- Mannschaftszeitfahren über 7 km,
- Kriterium (die meisten Runden in einer bestimmten Zeit) sowie die Mountainbikerennen
- Cross-country Eliminator (XCE) und
- Cross-country Short Circuit

| Platz | Land                   | Athleten                        | Punkte |
| ----- | ---------------------- | ------------------------------- | ------ |
| 1     | Kasachstan             | Gleb Brussenski Jewgeni Fedorow | 418    |
| 2     | Luxemburg              | Nicolas Kess Arthur Kluckers    | 276    |
| 3     | Vereinigtes Königreich | Harry Birchill Sean Flynn       | 253    |

## Einzelbelege
1. ↑  Offizielle Seite der YOG 2018 (Memento des Originals vom 29. September 2018 im Internet Archive)  Info: Der Archivlink wurde automatisch eingesetzt und noch nicht geprüft. Bitte prüfe Original- und Archivlink gemäß Anleitung und entferne dann diesen Hinweis.